# Lilltjärnen (Vibyggerå socken, Ångermanland, 699761-163448)
Lilltjärnen är en sjö i Kramfors kommun i Ångermanland och ingår i Nätraån-Ångermanälvens kustområde.